# Sijue Wu

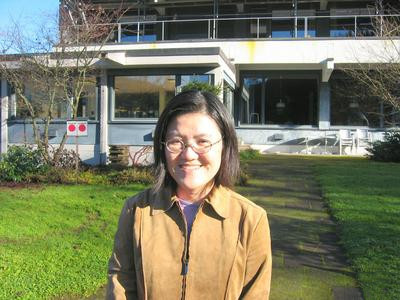
Sijue Wu

Sijue Wu (chinesisch 邬似珏, Pinyin Wū Sìjué; * 15. Mai 1964 in der Volksrepublik China) ist eine US-amerikanische Mathematikerin chinesischer Herkunft, die sich mit Analysis beschäftigt, insbesondere mit nichtlinearen partiellen Differentialgleichungen der Hydrodynamik.

## Leben
Wu studierte an der Peking-Universität, wo sie 1983 ihr Vordiplom und 1986 ihr Diplom machte. Danach ging sie an die Yale University, wo sie 1990 bei Ronald Coifman promoviert wurde (Nonlinear singular integrals and analytic dependence). Als Post-Doktorandin war sie Courant Instructor am Courant Institute of Mathematical Sciences of New York University und am Institute for Advanced Study (1992 und wieder 1996 bis 1997). 1992 wurde sie Assistant Professor an der Northwestern University und ab 1997 war sie an der University of Iowa, wo sie 1998 Associate Professor wurde. 1998 ging sie an die University of Maryland. 2008 wurde sie Robert and Lynne Browne Professor an der University of Michigan.

## Werk
Wu befasste sich anfangs mit Hardy-Räumen, Calderon-Zygmund-Theorie und analytischer Theorie von Minimalflächen. Bekannt wurde sie aber für Resultate über die Regularität und Eindeutigkeit der Lösung von Gleichungen der Hydrodynamik, wobei sie Methoden der harmonischen Analysis wie Calderon-Zygmund-Theorie anwandte. Sie löste ein lange offenes Problem in der analytischen Theorie von nichtlinearen Wasserwellen, wo sie im zweidimensionalen Fall einer inkompressiblen, nicht viskosen Flüssigkeit ohne Rotation (aber für die vollen nichtlinearen Gleichungen unter dem Einfluss der Schwerkraft) die Wohlgestelltheit in Sobolew-Räumen bewies, das heißt die Existenz einer eindeutigen Lösung für eine endliche Zeit für eine Anfangswellenform, die sich nicht selbst schneidet (Jordan-Fläche). Sie zeigte, dass sich keine Taylor-Instabilität der Wellenform ausbildet Später betrachtete sie die Erweiterung auf den dreidimensionalen Fall mit Luft (als Flüssigkeit verschwindender Dichte modelliert) über der Wasseroberfläche (so dass an der Oberfläche zwei verschiedene tangentiale Geschwindigkeiten vorhanden sein können) unter Vernachlässigung von Oberflächenspannung. Sie untersuchte die Existenz, Eindeutigkeit und Regularität der Lösungen und die Natur und zeitliche Entwicklung auftretender Singularitäten. Ein weiteres offenes Problem ging sie in ihren Arbeiten über hydrodynamische Lösungen mit Wirbelschichten (Vortex Sheets) an, die etwa in Wirbelstraßen bei startenden Flugzeugen zu beobachten sind und mathematisch durch die Birkhoff-Rott Gleichung beschrieben werden und wo das Problem offen war, Funktionenräume zu finden, in denen diese ein wohlgestelltes Anfangswertproblem besitzen. Sie untersucht auch mathematisch die Gleichungen der Grenzschichttheorie der Hydrodynamik. 2009 behandelte sie auch den fast globalen Fall des zweidimensionalen Wasserwellenproblems und zeigte die Existenz eindeutiger Lösungen.
2001 erhielt sie den Ruth Lyttle Satter Prize in Mathematics und die Morningside-Medaille in Silber auf dem Internationalen Chinesischen Mathematikerkongress in Taiwan und 2010 die Morningside-Medaille in Gold. 2002 war sie Invited Speaker auf dem Internationalen Mathematikerkongress in Peking (Recent progress in the mathematical analysis of vortex sheets). 2002/2003 war sie Fellow des Radcliffe Institute. 2022 wurde Wu in die American Academy of Arts and Sciences gewählt.